# Lamblang Trieng
Lamblang Trieng is een bestuurslaag in het regentschap Aceh Besar van de provincie Atjeh, Indonesië. Lamblang Trieng telt 702 inwoners (volkstelling 2010).